# Condado de Armíldez de Toledo
El condado de Armíldez de Toledo es un título nobiliario español, concedido por el rey Carlos IV, con el vizcondado previo de Loranque el Grande, el 23 de febrero de 1790, a favor de Jerónimo Manrique de Lara y Toledo, señor de Loranque el Grande.

## Titulares
|                        | Titular                                           | Periodo                |
| Creación por Carlos IV | Creación por Carlos IV                            | Creación por Carlos IV |
| ---------------------- | ------------------------------------------------- | ---------------------- |
| I                      | Jerónimo Manrique de Lara y Toledo                | 1790-¿?                |
| II                     | María de la Salud Manrique de Lara y Mosquera     | ¿?-1822                |
| III                    | María de la Concepción Manrique de Lara y Mayoral | 1822-¿?                |
| IV                     | Santiago Ricardo Wall y Manrique de Lara          | ¿?-1834                |
| V                      | Santiago Wall y Alfonso de Sousa de Portugal      | 1848-¿?                |
| VI                     | Isidro Wall y Alfonso de Sousa de Portugal        | 1861-1867              |
| VII                    | Isidro Wall y Diago                               | 1869-1870              |
| VIII                   | María de la Concepción Wall y Diago               | 1871-1952              |
| IX                     | Alfonso de Castillejo y Ussía                     | 1959-1977              |
| X                      | José María Castillejo y Oriol                     | 1980-actual titular    |

## Historia de los condes de Armíldez de Toledo
- Jerónimo Manrique de Lara y Toledo (baut. parroquia de Santiago del Burgo, Zamora, 16 de febrero de 1756[2]), I conde de Armíldez de Toledo.[1][3] Era hijo de Jerónimo Manrique de Lara y Sandoval (m. Zamora, 22 de septiembre de 1779), señor de Loranque el Grande en Toledo y regidor perpetuo de Zamora, natural de Morales de Toro, casado el 28 de agosto de 1751 con Catalina Josefa Mayoral y de Sanpedro y Castro (Coreses, 12 de julio de 1729[2]-Zamora, 11 de marzo de 1808).[4]

Casó con María Gertrudis Pacheco Mosquera y Muriel (m. Madrid, 27 de marzo de 1832), marquesa de La Olmeda. Sucedió su hija:
- María de la Salud Manrique de Lara y Mosquera (1805-20 de marzo de 1822), II condesa de Armíldez de Toledo.[5][3]

Casó en 1821, siendo su primera esposa, con Juan Bautista Pignatelli de Aragón y Wall, duque de Solferino, marqués de Coscojuela, marqués de Mora, conde de Fuentes, etc. Sin descendencia, sucedió su tía carnal:
- María de la Concepción Manrique de Lara y Mayoral (n. Coreses, 18 de mayo de 1753[2]), III condesa de Armíldez de Toledo.[6][3]

Casó en 1770, con el irlandés Eduardo Wall y Purcell (m. Zamora, 1793), teniente general de los reales ejércitos y comendador de Peñausende en la Orden de Santiago. Sucedió su hijo en 1827:
- Santiago Ricardo Wall y Manrique de Lara (Pontevedra, 3 de agosto de 1781-Pamplona, 29 de octubre de 1834),[7] IV conde de Armíldez de Toledo,[1][8] teniente general y mariscal de campo de los reales ejércitos, caballero de la Orden de Santiago y senador.[8]

Casó en 1816, en Córdoba, con Luisa Rafaela Alfonso de Sousa de Portugal y Guzmán (1793-1852), hija de Rafael Antonio Alfonso de Sousa de Portugal,  marqués de Guadalcázar, VI marqués de Hinojares, X conde de los Arenales, y de su esposa, María Isidra de Guzmán y de la Cerda.  En 21 de mayo de 1848, sucedió su hijo:
- Santiago Wall y Alfonso de Sousa de Portugal, V conde de Armíldez de Toledo.[7]

Casó con  Carolina Montúfar García-Infante. Sin descendencia, en 1861 sucedió su hermano:
- Isidro Wall y Alfonso de Sousa de Portugal (1828-21 de julio de 1867),[3] VI conde de Alrmíldez de Toledo y XIV conde de los Arenales.[8]

Casó con María Luisa Diago y Tirry (La Habana, 1839-Madrid, 4 de abril de 1923), VIII marquesa de la Cañada. Ya viuda, fue creada I marquesa (pontificia) de San Martín de la Ascensión por el papa León XIII. En 19 de mayo de 1869, sucedió su hijo:
- Isidro Wall y Diago (m. 1870), VII conde de Armíldez de Toledo.

Sin descendencia, sucedió su hermana en 30 de noviembre de 1871:
- María de la Concepción Wall y Diago (Colón, Provincia de Matanzas, 5 de abril de 1865-Madrid, 21 de marzo de 1952), VIII condesa de Armíldez de Toledo,[8] XIV marquesa de Guadalcázar, IX marquesa de Mejorada del Campo, XV condesa de los Arenales, IX marquesa de la Cañada y XI condesa de Fuente Saúco.[8]

Casó con Juan Bautista de Castillejo y Sánchez Teruel (1860-1919), IV conde de Floridablanca y IX conde de Villa Amena de Cozbijar. En 27 de enero de 1959, sucedió su nieto, hijo de José María Castillejo y Wall
- Alfonso de Castillejo y Ussía (m. Madrid, 23 de diciembre de 1977), IX conde de Armíldez de Toledo[9] y IV marqués de Aldama.[10]

Casó con Casilda Fernández de Córdoba y Rey, XIV duquesa de Cardona.  Sin descendencia, sucedió en 4 de marzo de 1980, su sobrino, hijo de Juan Bautista Castillejo y Ussía, III duque de San Miguel, VI conde de Floridablanca, dos veces grande de España, X marqués de la Cañada, XI marqués de Mejorada del Campo, XI marqués de Hinojares, III marqués de Colomo, y de su esposa, María de Oriol e Ybarra:
- José María Castillejo y Oriol (n. Madrid, 28 de marzo de 1962), X conde de Armíldez de Toledo,[12] VII conde de Floridablanca, grande de España, V marqués de Aldama, XIII marqués de Fuente del Saúco, caballero de la Orden de Malta y licenciado en filosofía.

Casó el 19 de junio de 1997, en Manacor, con Ana María Chico de Guzmán y March. Padres de Juan Castillejo y Chico de Guzmán.